# Jorquera
Jorquera és un municipi de la província d'Albacete, que es troba a 47 km de la capital de la província. El 2005 tenia 511 habitants. Comprèn les pedanies de Alcozarejos, Calzada de Vergara, Cubas i Maldonado.